# 199
Cette page concerne l'année 199  du calendrier julien. Pour l'année 199 av. J.-C., voir 199 av. J.-C. Pour le nombre 199, voir 199 (nombre).
L'année 199 est une année commune qui commence un lundi.

## Événements
- 7 février[1] : en Chine, le seigneur de guerre Cao Cao vainc Lü Bu à Xiapi et le fait exécuter[2].
- Automne : après une tournée d’inspection en Syrie et en Palestine, Septime Sévère se rend en Égypte ; il fait un sacrifice sur la tombe de Pompée à Péluse, est reçu triomphalement à Alexandrie où il reste quelques mois, dotant la ville d'un nouveau temple de Cybèle, de thermes et d'un gymasium[3]. Il introduit un Sénat municipal (Boulè) à Alexandrie et dans les villes principales, et pour la première fois permet à des Égyptiens à accéder au Sénat romain[4].

- Selon la douteuse Histoire Auguste, le préfet du prétoire Plautien et Septime Sévère se brouillent. Ce dernier fait abattre les statues du préfet et le déclare ennemi public. Selon la même source, il se réconcilie avec lui par la suite[5],[6].
- Zéphyrin devient évêque de Rome (fin en 217)[7]. Il confie au diacre Calixte le soin d'organiser le « koimêtêrion », le cimetière communautaire, la « crypte des Papes » découverte en 1854 par Giovanni Battista de Rossi dans la catacombe de Saint-Calixte à Rome[8].

## Décès en 199
- 7 février, Gao Shun, officier militaire sous Lu Bu.
- 7 février, Chen Gong, conseiller de Lu Bu.
- 7 février : Lü Bu, général chinois.
- 28 juillet : Victor Ier, pape.